# Marta Sánchez
Marta Sánchez López (Madrid, 8 de mayo de 1966) es una cantante y compositora española. En 1985 entra a formar parte del grupo Olé Olé, logrando gran éxito dentro y fuera de España. Debutó como solista en 1993 con el álbum Mujer.

## Biografía y carrera

### 1969-1985: Niñez e inicios artísticos
Marta Sánchez López nació el 8 de mayo de 1966 en Madrid, España. Hija del cantante asturiano Antonio Sánchez Camporro y de la gallega María Paz López Pestonit, Marta creció en un ambiente artístico. Su padrino fue el reconocido tenor y profesor de canto Alfredo Kraus. Desde temprana edad mostró interés por la música, componiendo canciones a los 13 años junto a su compañero de clase Pedro Perilla, algunas de las cuales dedicaba a la Virgen de su colegio. A lo largo de su adolescencia, Marta Sánchez se empeñó en seguir su pasión por la música, y con este objetivo se presentó al programa televisivo Sabadabadá de TVE, presentado por Torrebruno. En dicha emisión, interpretó «Voy buscando», una canción de su propia autoría, con una guitarra que sus padres le habían regalado. 
La primera oportunidad profesional de Marta llegó con el grupo de música tecno-pop Cristal Oskuro, con el cual trabajó durante unos meses actuando en varias localidades de Madrid. Aunque no llegó a grabar ningún álbum con el grupo, fue en una de sus actuaciones en un local de la calle Atocha cuando Tino Azores, técnico de sonido, la descubrió y la animó a participar en un casting para el grupo Olé Olé. Tras superar las pruebas de selección, en las cuales interpretó temas antiguos del grupo, Marta Sánchez se incorporó a Olé Olé como vocalista a los 19 años, en sustitución de Vicky Larraz.

### 1986-1990: Etapa con Olé Olé
En 1986, tras unirse al grupo Olé Olé como vocalista principal, Marta Sánchez participó en la grabación del primer álbum de la banda titulado Bailando sin salir de casa. Este disco, de estilo tecno-pop, fue un éxito comercial, vendiendo más de 100.000 copias y convirtiéndose en uno de los álbumes más importantes en la carrera del grupo. Su éxito no se limitó a España, ya que el álbum les permitió abrirse paso en el mercado musical de Hispanoamérica. A partir de ahí, la banda comenzó a ganar popularidad en diversos países de habla hispana.
En 1987, Olé Olé lanzó su segundo álbum Los caballeros las prefieren rubias, un trabajo que consolidó a la banda en la escena musical española. Al año siguiente, en 1988, el grupo publicó Cuatro hombres para Eva, un disco que marcó un hito en la carrera de Marta Sánchez. De este álbum se destacó el tema «Supernatural», un éxito que fue ampliamente reconocido por su originalidad y su pegajosa melodía. Además, como homenaje a la nostalgia, el grupo incluyó una versión de la clásica canción «Quizás, quizás, quizás», que se convirtió en uno de los temas más populares del disco.
En 1989, Olé Olé logró otro gran hito al convertirse en el primer grupo español contratado para actuar en el prestigioso Festival de Viña del Mar, en Chile, uno de los eventos musicales más importantes de América Latina. Esta participación marcó un antes y un después en la carrera del grupo, consolidando su éxito internacional y aumentando su visibilidad en el continente. Al año siguiente, en 1990, Olé Olé lanzó su cuarto disco titulado 1990, que se convirtió en uno de los más exitosos de su carrera. El álbum fue un éxito comercial, alcanzando el doble disco de platino en España, al vender más de 250.000 copias. Uno de los sencillos más destacados del disco fue «Soldados del amor», una canción escrita por Nile Rodgers, productor estadounidense conocido por su trabajo con artistas internacionales como Madonna, Diana Ross y David Bowie. El éxito del tema permitió al grupo ampliar su audiencia y consolidar su legado en la música pop de los años 80 y 90. En ese mismo año, Olé Olé tuvo la oportunidad de llevar su música a un escenario aún más significativo. La banda fue elegida para actuar frente a las tropas españolas destacadas en la Guerra del golfo Pérsico, lo que representó un momento histórico para la música española. Marta Sánchez, al igual que Marilyn Monroe en la Guerra de Corea (1954) o Rosa Morena en la Marcha verde de 1975, interpretó varias canciones y animó a los soldados, ofreciendo un espectáculo que levantó el ánimo de los militares durante un momento tan crítico de la historia.
El álbum 1990 fue también el último en el que Marta Sánchez participó con Olé Olé, ya que, tras su éxito, la cantante decidió emprender su carrera en solitario. Durante su tiempo en el grupo, Marta se destacó no solo por su potente voz, sino también por su presencia escénica y su capacidad para conectar con el público. Su salida del grupo marcó el final de una etapa para Olé Olé, pero también el comienzo de una nueva fase en la carrera de la artista.

### 1991-1996: Éxito internacional conMujeryMi Mundo
A finales de 1991, Marta se mudó a Nueva York junto a su novio Sterling Campbell, baterista del grupo Duran Duran y juntos comenzaron a componer temas para el álbum debut de la artista.[cita requerida] La mayoría de las canciones, algunas compuestas por Sterling Campbell, no lograron convencer a los directivos de Hispavox, por lo que Sánchez decidió terminar su contrato con la discográfica. Meses después firmó contrato con Polygram Ibérica con la cual lanzó su primer disco en solitario Mujer en 1993, producido por Ralf Stemmann y Christian De Walden.
El primer sencillo "Desesperada" recibió premios, incluido el Premio ERES a la mejor canción "dance".[cita requerida] El álbum también fue editado íntegramente en inglés (Woman) para ser vendido en otras partes del mundo. 
En 1992 protagonizó la película Supernova. Dos años más tarde Marta publica su segundo disco Mi mundo lanzado en mayo de 1995, el cual también contó con una versión en inglés My World para el mercado anglosajón y japonés. En 1996 es invitada a participar en el CD Voces unidas, primer CD de los Juegos Olímpicos de Atlanta, con la canción "Sueños de gloria", compartiendo así protagonismo con: Julio Iglesias, Plácido Domingo, Ricky Martin, Gloria Estefan, Thalía o Alejandro Fernández, entre otros. A finales de ese mismo año, graba la canción principal "Obsession" de la película Curdled, producida por Quentin Tarantino. En la canción comparte protagonismo con el famoso guitarrista Slash del grupo Guns N' Roses.

### 1997-1999:Azabache y Desconocida
Para 1997, lanza Azabache, que representaría su lado más oscuro, ofreciendo una imagen muy cambiada, con ritmos guitarreros (de nuevo con el guitarrista Slash) y un sonido más soul. Este disco también fue editado íntegramente en inglés (One Step Closer). Los críticos alabaron el trabajo de Marta, alegando que tenía una producción más elaborada e internacional. El álbum fue producido por Nile Rodgers y contó con la colaboración del músico y arreglista Andrés Levin. Azabache fue grabado íntegramente en los EE. UU. y de este disco se extrajo como sencillo el tema "Moja mi corazón" que llegó a conseguir el primer puesto de la lista Billboard' y en la lista de los 40 principales en España.[cita requerida] 
En 1998 el cantante italiano Andrea Bocelli la llamó para grabar a dúo el tema "Vivo por ella". Nuevamente en Latinoamérica, Marta Sánchez es invitada a participar por segunda vez en el Festival de Viña del Mar, siendo esta vez galardonada con la Gaviota de Plata.
En octubre de 1998, un mes después del fallecimiento de su padre, la vocalista lanzó su siguiente álbum de estudio Desconocida, con su sencillo principal "Desconocida". Asimismo su segundo sencillo “Quiero más de ti”, cuyo videoclip tenía una temática futurista. Este disco también vino con una versión en inglés Perfect Stranger, tuvo buena recepción en Japón, incluía remezclas de Carlos Jean y una canción dedicada a su padre. Participa en el disco Tatuaje (1999), un álbum dedicado a la copla española, con la interpretación del tema Y sin embargo te quiero, original por Juanita Reina. A finales de ese año, Marta es invitada a participar en el Festival de la OTI y al popular Festival Acapulco donde actuó por segunda vez en su carrera.

### 2000-2003:Los mejores años de nuestra vidaySoy yo
Marta lanza su primer álbum recopilatorio titulado Los mejores años de nuestra vida en el que se incluye un disco doble, el primer CD contiene sus grandes éxitos y el segundo versiones remezcladas. Ese mismo año se embarca en una extensa gira por muchos teatros de toda España llamado La magia de Broadway interpretando temas de otros musicales como Evita, Jesucristo Superstar, Los miserables o West Side Story. Recibiendo excelentes críticas por parte de la prensa y el público considerándola como una de las mejores voces femeninas del panorama español.
Después de 3 años, Marta regresó a mediados del 2002 con su 5.º álbum de estudio, Soy yo. Para este disco firmó con la compañía Muxxic Records con la condición de que la dejasen a ella decidir qué temas incluir en el disco.[cita requerida] Durante la promoción del disco, en una entrevista reconoció que su anterior compañía Universal-Polygram no le daba libertad suficiente para decidir qué canciones quería para sus discos y qué sencillos deseaba lanzar, por lo que en su disco Soy yo ella misma decidió qué temas incluir, e incluso escribió la canción "Sigo intentando". 
En este álbum, contó con productores de la talla de Brian Rawling (Cher, Enrique Iglesias, entre otros), Juan Carlos Melián (Luis Miguel), con la Orquesta Sinfónica de Bratislava y los remezcladores Pumpin’ Dolls, estos últimos hicieron un famoso remix del tema “Soy yo” el cual fue lanzado en maxisingle. Por este quinto disco de estudio recibió el galardón de la música española, el Premio Amigo a la "Mejor solista femenina 2002", y el Premio Ondas al "Mejor videoclip" por "Soy yo".[cita requerida] Tanto su primer sencillo Sigo Intentando y el segundo sencillo Soy yo fueron número uno (1) en la lista de los 40 principales en España.[cita requerida]

### 2004-2009:Lo mejor de Marta SánchezyMiss Sánchez
Para 2004, Marta comenzaba a preparar un nuevo disco de "Grandes éxitos". Escribió el tema "Profundo valor", dedicado a su hermana melliza, Paz, quien falleció de cáncer, enfermedad con la cual estuvo luchando durante tres años. Lo mejor de Marta Sánchez salió a la venta en noviembre de 2004, incluyendo éxitos escogidos por la propia artista, también se incluyó un DVD con todos sus videoclips excepto el de "Arena y sol" del que no se encuentra muy satisfecha. Además, hizo una nueva versión de la canción "Soldados del amor" de su anterior etapa con el grupo Olé Olé. En 2005, hizo una gira de varios meses recorriendo toda la geografía española y decidió plasmarlo en un DVD grabado en La Coruña, el primer directo editado de su carrera, lanzado a finales de ese mismo año. En 2006, actúa en el 40.º aniversario de Los 40 en Madrid, ante 50.000 personas en un concierto realizado en el Estadio Vicente Calderón el 17 de junio de 2006, interpretando 3 temas: "Soy yo", "Desesperada" a dúo con Raquel del Rosario de El sueño de Morfeo y el tema "Retorciendo palabras" a dúo con Alaska, el cual recibe buenas críticas de la Prensa.
En 2007 y de la mano del productor Carlos Jean, Marta lanzó su 6.º álbum de estudio Miss Sánchez. Su primer sencillo “Superstar” logró una modesta respuesta por parte del público, aun así se posicionó en las listas de popularidad en España. A este tema le siguió el sencillo “Levántate”, pero no fue hasta su tema “Reina de la radio”, una versión en español del tema “Now That I Found Love” de la cantante sueca Agnes Carlsson, que se convirtió en un éxito en discotecas. Para este disco, Marta contó con la participación de Alaska y un dúo con el difunto Tino Casal. "Miss Sánchez" entró directamente al puesto tres de la lista oficial de discos en España. También participó de jurado en el concurso Gran quiz del canal Cuatro junto a Carlos Blanco y Jaume Figueras. Ese mismo año emprende una gira por toda la geografía española bajo el nombre Tour Miss Sánchez. En mayo de 2008, recibió disco de oro por la venta de 40.000 copias.
En octubre de 2008, colaboró con el cantante venezolano Carlos Baute en la canción "Colgando en tus manos", de su disco De mi puño y letra. Esta canción consiguió el primer lugar en las listas de música españolas y en la lista Latin Pop de Billboard. Recibiendo además el Premio Ondas 2009 a la mejor canción del año.

### 2010-2011: Disco de duetosDe Par en Par
El 2 de noviembre de 2010, Marta celebró sus 25 años de carrera artística con el lanzamiento del álbum De par en par, un disco de duetos producido nuevamente por Carlos Jean y que está formado por diversos temas inéditos como «Canción para Daniela», dedicada a Daniela Spanic, hermana de la actriz Gabriela Spanic, la cual despertó de un coma, gracias a la canción «De mujer a mujer»".[cita requerida] En este disco hace diversos duetos con artistas españoles como: Sergio Dalma, Hombres G, Malú, Bebe y Nena Daconte. Asimismo incluye duetos con artistas internacionales como: Emilia de Poret en el tema “This Ain't A Love Song”, producida por el sueco Arnthor Birgisson, habitual colaborador en discos de Jennifer López, Jessica Simpson o Celine Dion. Y finalmente con el cantautor inglés James Morrison y su tema “Broken Strings” producida por el británico Mark Taylor.
El disco, al igual que su predecesor, obtuvo una respuesta fría por parte del público y debutó en el n.º 8 de las listas españolas y cayó rápidamente,[cita requerida] no obteniendo el éxito esperado y recibiendo críticas negativas, resaltando «la poca originalidad y pésima producción de sus nuevas versiones», por lo cual no le fue bien en ventas.[cita requerida] A pesar de la mala recepción de su disco De par en par, Marta Sánchez dio una serie de conciertos por toda la península española para conmemorar sus 25 años de carrera.[cita requerida] Cantó todos sus éxitos pasando desde su tema "Soy yo" de estilo swing, a una mujer moderna con su tema bailable "Levántate". Colaboró en el álbum de la cantante Anamor con el tema «Breathe Me In».
En 2011 publica «Get Together», un tema en colaboración con el intérprete D-MOL, y producido por 1101vs13 y el sueco Gustav Efraimsson,  para la campaña "Bacardi Together". El 10 de septiembre de ese año, empezó una gira con tres fechas que incluye conciertos en: Madrid, Barcelona y Marbella. En esta gira se estrenó un nuevo tema «Dancing in Spain», compuesta por la propia Marta junto a 1101vs13 y Ed is Dead. También, colaboró con el DJ español Brian Cross, rescatando el tema "Whatever It Takes" de su disco "Woman".

### 2012-2014: La Academia México y la gira Ídolos en Concierto
Marta Sánchez contactó con el que fue su productor de cabecera en los años 1990 y principios de los 2000, Christian de Walden, al que se sumó Tony Sánchez Ohlsson para la creación de un nuevo álbum. Fue así como en junio de 2012 lanza el primer sencillo "Mi cuerpo pide más" producido por Christian de Walden, 1101vs13 y Ed is Dead, y que le acompañaba una nueva versión de "No controles", canción nunca antes grabada por Marta en estudio.
A mediados de ese año, decide viajar a México por 4 meses para unirse al concurso de canto La Academia, participando como jurado junto a Julio Preciado, Yahir, Cruz Martínez y Myriam Montemayor. En 2013, inicia la gira "Ídolos en Concierto" junto a Mónica Naranjo y la cantante mexicana María José, recorriendo gran parte de la capital mexicana. Más tarde sustituye a Carolina Cerezuela como jurado de la 3.ª edición del programa Tu cara me suena. Asimismo participó en el disco homenaje al cantante Alejandro Sanz, Y si fueran ellas, interpretando el tema que le da nombre al disco, también realizó conciertos junto a Gloria Gaynor bajo el nombre "DIVAS". Tras finalizar estos proyectos, puso en marcha lo que sería su nuevo trabajo discográfico.

### 2015-2016: Regreso a la escena Musical con21 días
Tras descartar 2 discos, al no estar satisfecha con el resultado, decide grabar un nuevo álbum esta vez de la mano de Daniel Terán y Pablo Ochando. Según palabras de la propia artista “Tenía clarísimo que iba a volver con un disco sí o sí inédito, y que me convenciera completamente". El resultado fue 21 días un álbum grabado en Mallorca, Madrid y Miami y el primero en el que la artista compone la mayoría de las canciones, incluyendo el tema “Duermes mientras yo escribo”, el cual eligió tras participar en el concurso televisivo The Hit.
El primer sencillo "La que nunca se rinde", entró directamente al n.º 1 de las listas de iTunes[cita requerida] al igual que los siguientes singles como: "Welcome" y "21 días",[cita requerida] este último a dúo con el cantante mexicano Carlos Rivera. El álbum 21 días se lanzó el 24 de febrero de 2015, para su promoción, la cantante se trasladó a Miami donde hizo presentaciones en programas conocidos como: Sábado gigante, Despierta América, Cala entre otros. Cantó el tema principal de la novela venezolana Vivir para amar. Fue jurado en el programa musical La Voz Ecuador junto a Jorge Villamizar y Jerry Rivera. Asimismo participó en el programa de La Sexta A mi manera, donde coincidió con otros grandes de la música española como Soledad Giménez , Antonio Carmona, David deMaría, entre otros.
En abril de 2016, Marta grabó "El ganador", tema oficial de La Vuelta Ciclista en España y el cual fue producido por el músico Fabián Hernández y Pablo Ochando. En mayo de 2016 forma parte del Reality Show Bailando por un Sueño 2016 conducido por Marcelo Tinelli, participando solo en 4 galas. En septiembre de este año, graba a dúo el tema "No debe ser legal", del cantante mexicano Carlos Henry y fue invitada por Vicky Larraz a grabar con ella el tema, "Búscala" para el álbum de duetos "Sin Control" del grupo Olé Olé. El 12 de diciembre, Marta participó en el especial "60 años juntos" de Televisión Española (TVE), conducido por Raffaella Carrà, interpretando en versión sinfónica, el tema "Eres Tú" del grupo Mocedades.

### 2017: GranDiosasy Fantastic Duo
En febrero de 2017, Marta Sánchez se une a Mónica Naranjo, la cantante mexicana Dulce y la cantante venezolana Karina, en el show "GranDiosas", un espectáculo organizado por el productor mexicano Hugo Mejuto, realizando una serie de presentaciones por la República Mexicana. En marzo de ese mismo año, la artista participa junto a otros cantantes españoles, en el programa Fantastic Duo, un espacio musical producido por la cadena española RTVE y conducido por Nuria Roca.
El 26 de marzo participó en el Ultra Music Festival, con el tema "Basketball" del DJ franco-italiano Jean Marie, en el que también colabora el rapero americano Flo Rida.

### 2018: Himno de España y Festival Argentino Únicos
El 17 de febrero de 2018, en un concierto celebrado en el Teatro de la Zarzuela de Madrid, interpretó el Himno de España con una letra inédita hasta ese momento y escrita por ella misma, donde hablaba de la nostalgia y la soledad que sentía al haber vivido sola en Miami durante tres años. El video de la grabación se convierte en viral y genera reacciones políticas y mediáticas, incluyendo el presidente del Gobierno Mariano Rajoy y uno de los líderes de la oposición, Albert Rivera. Se desata también el debate mediático sobre la conveniencia de incorporar letra al mencionado Himno, que hacen de Marta Sánchez Trending Topic. El debate finalmente alcanza la arena política con los partidos del espectro de centro-izquierda e izquierda, posicionándose en contra, como el PSOE en boca de su portavoz Carmen Calvo y Podemos, a través de su líder Pablo Iglesias Turrión. Frente a ellos, algunos líderes de los partidos de derecha, además de los mencionados Rajoy y Rivera han mostrado su apoyo a la cantante y así Esteban González Pons, del Partido Popular apuesta porque esa versión sea interpretada en la final de la Copa del Rey de fútbol y Andrea Levy de la misma formación política incluso lo interpreta.
En ese mismo mes de febrero, Marta Sánchez viajó a Argentina, junto a las 'Elegidas Españolas' Pastora Soler, Vanesa Martín, Niña Pastori, Chambao y Bebe, para cantar en el gran teatro argentino Teatro Colón. El día 25 del mismo mes, las españolas hicieron duetos con argentinas como Patricia Sosa o Lucía Galán de Pimpinela.[cita requerida]

### 2020-2022
En abril de 2020 se edita el sencillo "Un mismo corazón" canción que compuso Marta y de la que destinó todos los beneficios en comprar mascarillas y test en plena pandemia y fue Número 1 en iTunes España.
En septiembre del mismo año 2020 edita su sencillo "Brillar" compuesta por la propia Marta y de la cual editó también un vinilo del que se agotó su primera edición transparente, fue tal su acogida que editaron una segunda edición esta vez con el vinilo azul y fue Número 1 en iTunes España.
En diciembre de 2021 compuesta por la propia Marta se edita el sencillo "The moment of your Life" junto a "DJ Nano" y de la que se editó más tarde su edición en un precioso vinilo rojo y fue nuevamente Número 1 en iTunes España.
En junio de 2022 Marta comienza un tour por España y Latinoamérica llamado "Brillar".
En septiembre de 2022 se edita por su anterior casa discográfica Universal, en formato vinilo "Lo Mejor" que reúne 10 temas de los más escuchados y radiados de Marta  de toda su carrera.

### 2023
El 16 de enero se edita el sencillo "Contigo" canción que compuso junto a Carlos Toro. Fue número 3 en Itunes España. Se publicó el videoclip Contigo el mismo día
En abril fue una de las participantes del concurso de talentos musicales de Uruguay, ¿Quién es la máscara?, adaptación del formato surcoreano King of Mask Singer; allí interpretó "Bad Romance" de Lady Gaga bajo la identidad de «Muffin», y fue la primera desenmascarada del certamen.

## Vida personal
En la década de 1980 mantuvo una relación sentimental con el a la sazón batería de Olé Olé, Juan Tarodo. En 1994, Marta Sánchez se casó con el empresario de restauración argentino Jorge Salati, aunque al año siguiente se divorciaron. En 2002 volvería a contraer matrimonio con el publicista Jesús Cabanas Lumbreras del que también acabaría separándose en 2010. De esta unión nacería su única hija: Paula Cabanas Sánchez.
En 2012 ganó el juicio contra la revista Interviú ante el Tribunal Supremo que condenó a dicha revista a pagar a la cantante la cantidad de 300 500 euros por publicar un desnudo no consentido.
En abril de 2013 fue intervenida de un bulto en el aparato digestivo.

## Discografía

### En solitario

#### Álbumes de estudio
- 1993: Mujer
- 1995: Mi mundo
- 1997: Azabache
- 1998: Desconocida
- 2002: Soy yo
- 2007: Miss Sánchez
- 2015: 21 días

### Con Olé Olé

#### Álbumes de estudio
- 1986: Bailando sin salir de casa
- 1987: Los caballeros las prefieren rubias
- 1988: Cuatro hombres para Eva
- 1990: 1990

## Giras
| - 1994: Gira Mujer - 1995: Gira Mi Mundo - 1996: Gira Verano - 1997-1998: Gira Azabache - 1999-2000 : Gira Desconocida - 2000: Gira del Musical "La Magia De Broadway" - 2002: Gira Soy Yo - 2005: Gira 2005 - 2007: Gira Miss Sánchez | - 2010 - 2011: Gira 25 Aniversario - 2012: Gira Mi Cuerpo Pide Mas - 2013: Gira Ídolos - 2014: Gira Verano 2014 - 2015-2017: Gira 21 Días - 2018-2019: Gira Piano Y Voz - 2019: Gira Verano 2019 - 2022:Tour Brillar - 2022-2024:De Cerca - 2024: Gira Voy a Mil |

## Bandas sonoras
| Año  | Película           | Canción                             |
| ---- | ------------------ | ----------------------------------- |
| 1992 | Supernova          | Everlasting                         |
| 1996 | Curdled            | Obsession                           |
| 2005 | Lo Mejor de Disney | Es La Noche Del Amor                |
| 2007 | Donkey Xote        | Dónde están mis Sueños / One & Only |
| 2010 | Enredados          | Algo así quiero Yo                  |